# قتل لیلا حسین و رند عبدالقادر
لیلا حسین (حدود ۱۹۶۷–۱۷ مه ۲۰۰۸) یک زن عراقی ساکن بصره بود که در مارس ۲۰۰۸ هنگامی که شوهرش دختر نوجوان آنها را - بنا بر گزارش‌ها با تأیید پلیس محلی - به دلیل دوستی با با یک سرباز انگلیسی مستقر در شهر کشت، مورد توجه عموم قرار گرفت. در اقدامی غیرعادی برای یک زن عراقی، حسین علیه به اصطلاح قتل ناموسی صحبت کرد، شوهرش را ترک کرد و مخفی شد. او قصد داشت با کمک یک گروه حقوق زنان عراقی، عراق را به مقصد اردن ترک کند.
او در ۱۷ می ۲۰۰۸، روزی که قصد خروج از کشور را داشت، در بصره توسط مهاجمان ناشناس به ضرب گلوله کشته شد. آبزرور گزارش می‌دهد که پلیس محلی مطمئن نیست که آیا او هدف تیراندازی بوده‌است.

## اوایل زندگی
حسین در خانواده‌ای شیعه به دنیا آمد. او یتیم بود و توسط دایی‌اش بزرگ شد که خود در جریان قیام شیعیان علیه صدام حسین در دهه ۱۹۹۰ کشته شد.

## مرگ دختر
رند عبدالقادر، دختر لیلا (زاده ۲۳ ژوئن ۱۹۹۰)، دانشجوی دانشگاه بصره بود. در سال ۲۰۰۷، زمانی که به عنوان یک داوطلب با خانواده‌های آواره عراقی کار می‌کرد، با یک سرباز ۲۲ ساله انگلیسی که مشغول توزیع آب بود، دوست شد. او بعداً به مادرش گفت که با او صحبت کرده‌است زیرا او تنها انگلیسی زبان در گروه است. اگرچه این دوستی از همه نظر بی‌گناه بود، رند به یکی از دوستانش گفت که احساسات عاشقانه‌ای نسبت به مرد پیدا کرده‌است.
در مارس ۲۰۰۸، ماه‌ها پس از آخرین باری که دختر و سرباز یکدیگر را دیده بودند، خبر دوستی به پدرش که کارمند سابق دولت بود، رسید. او تصمیم گرفت که خانواده را از رسوایی نجات دهد  بنابراین در ۱۶ مارس او را کتک زده، خفه کرده و با چاقو به قتل رساند. گزارش شده‌است که برادران رند به او کمک کرده‌اند. او را در قبر موقتی دفن کردند که عموهایش بر آن آب دهان انداختند.
این پدر توسط پلیس محلی دستگیر و به مدت دو ساعت بازداشت و بدون هیچ اتهامی آزاد شد. او در مصاحبه با آبزرور به قتل دخترش اعتراف کرد و گفت که پلیس به او تبریک گفته‌است. او به روزنامه گفت که تنها حسرتش این بود که او را در بدو تولد نکشت.

## تیراندازی
پس از کشته شدن دخترش، لیلا شوهرش را محکوم کرد و آن را اقدامی غیرعادی و خطرناک برای یک زن در عراق دانست. بنا بر گزارش‌ها، او پس از ضرب و شتم و شکستن دستش، خانه خانواده را ترک کرد و با کمک گروهی از زنان غیردولتی که قصد کمک به فرار او از عراق به امان، اردن را داشتند، مخفی شد.
شوهرش به آبزرور گفت که دخترش «ژن‌های بد» را از مادرش به ارث برده‌است. لیلا در مصاحبه‌ای جداگانه در آوریل ۲۰۰۸ به این روزنامه گفت: «هیچ مردی نمی‌تواند یک زن را در عراق بپذیرد. اما من کشته شدن را به خوابیدن در یک تخت ترجیح می‌دهم.» مردی که می‌توانست همان کاری را که با دخترش کرد با او انجام انجام دهد. لیلا پیوسته بین خانه‌های امن رفت و آمد می‌کرد و در هیچ خانه‌ای چهار روز بیشتر نمی‌ماند.
او در خیابان هنگام سوار شدن به تاکسی به همراه دو فعال حقوق زنان برای ملاقات با فردی که قصد داشت او را به اردن ببرد کند کشته شد. بر اساس گزارش‌ها، خودروی حاوی سه مرد در کنار این زنان پارک شده و پنج گلوله شلیک شده که سه گلوله به حسین برخورد کرده‌است. این فعالان زن نیز مورد اصابت گلوله قرار گرفتند و در بیمارستان بستری شدند.
یک افسر ارشد پلیس در بصره گفت که پلیس معتقد است که نه حسین بلکه فعالان زن هدف قرار گرفتند. دو فعال دیگر از همان گروه در سال ۲۰۰۶ کشته شده‌اند: یکی قبل از تیراندازی مورد تجاوز قرار گرفت و دومی، تنها مردی که برای این گروه کار کرده بود، در اوایل سال ۲۰۰۸ به او تیراندازی شد.